# Mrs Parker et le Cercle vicieux
Pour plus de détails, voir Fiche technique et Distribution.
Mrs Parker et le Cercle vicieux (Mrs Parker and the Vicious Circle) est un film dramatique américain réalisé par Alan Rudolph, sorti en 1994.

## Synopsis
La vie de la poétesse Dorothy Parker dans le New York des années 1920 dans le cercle littéraire de la table ronde de l'Algonquin.

## Fiche technique

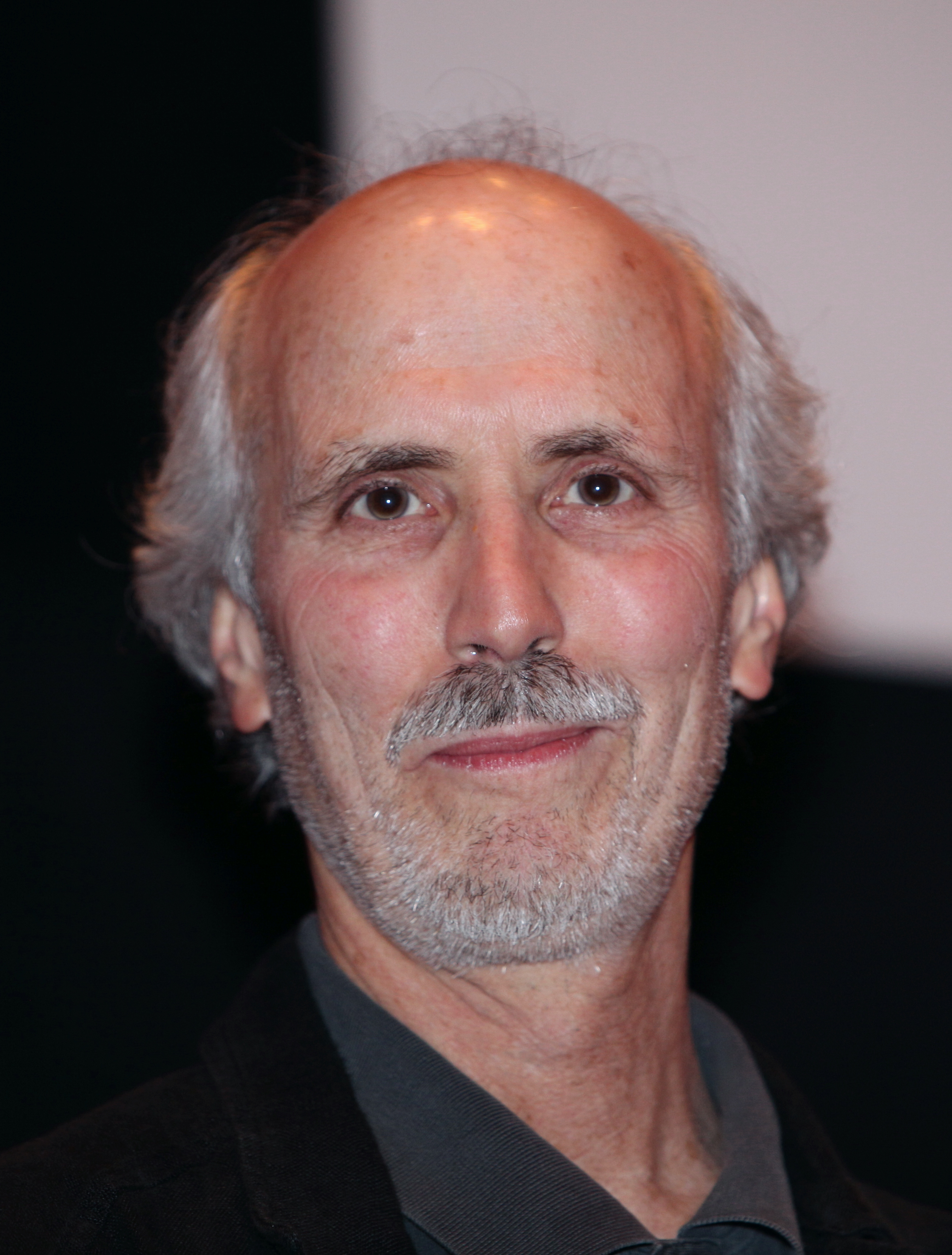
Alan Rudolph en 2009.

- Titre : Mrs Parker et le Cercle vicieux
- Titre original : Mrs Parker and the Vicious Circle
- Réalisation : Alan Rudolph
- Scénario : Alan Rudolph et Randy Sue Coburn
- Production : Robert Altman, Scott Bushnell, Ira Deutchman, James McLindon et Allan F. Nicholls
- Sociétés de production : Fine Line Features, Mayfair Entertainment, Miramax Films et Park Bench Productions
- Musique : Mark Isham
- Photographie : Jan Kiesser
- Montage : Suzy Elmiger
- Décors : François Séguin et Frances Calder
- Costumes : Renée April et John Hay
- Pays de production : États-Unis, Canada
- Format : Dolby
- Genre : drame
- Durée : 126 minutes
- Lieux de tournage : l'Algonquin Hotel à Manhattan (New York - États-Unis) et Montréal (au Québec - Canada)
- Dates de sortie : 
  - France : Festival de Cannes 1994, sortie officielle : 7 septembre 1994
  - États-Unis : 23 novembre 1994
- Budget : 6 000 000 $[1]
- Recettes États-Unis : 857 867 $[1]

## Distribution

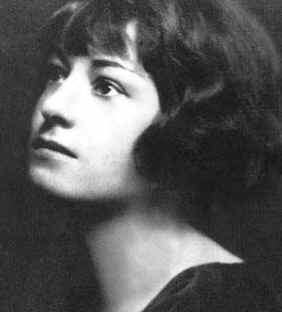
Dorothy Parker.

- Jennifer Jason Leigh : Dorothy Parker
- Campbell Scott : Robert Benchley
- Matthew Broderick : Charles MacArthur
- Peter Gallagher : Alan Campbell
- Jennifer Beals : Gertrude Benchley
- Andrew McCarthy : Eddie Parker
- Wallace Shawn : Horatio Byrd
- Martha Plimpton : Jane Grant
- Sam Robards (VF : Bernard Gabay): Harold Ross
- Lili Taylor : Edna Ferber
- James LeGros : Deems Taylor
- Gwyneth Paltrow : Paula Hunt
- Nick Cassavetes (VF : Antoine Tomé) : Robert Sherwood
- David Thornton : George S. Kaufman
- Heather Graham : Mary Kennedy Taylor
- Tom McGowan (VF : Richard Darbois) : Alexander Woollcott
- Chip Zien : Franklin P. Adams
- Gary Basaraba : Heywood Broun
- Jane Adams : Ruth Hale
- Stephen Baldwin : Roger Spalding
- Matt Malloy : Marc Connelly
- Rebecca Miller : Neysa McMein
- Jake Johannsen : John Peter Toohey
- Amelia Campbell : Mary Brandon Sherwood
- David Gow : Donald Ogden Stewart
- Leni Parker : Beatrice Kaufman
- J.M. Henry : Harpo Marx
- Stanley Tucci : Fred Hunter
- Mina Badie : Joanie Gerard
- Randy Lowell : Alvan Barach
- Keith Carradine : Will Rogers
- Jon Favreau : Elmer Rice
- Peter Benchley : Frank Crowninshield

## Autour du film
- C'est Robert Altman qui présenta Jennifer Jason Leigh à Alan Rudolph.
- C'est la première fois que Campbell Scott tourne avec le réalisateur. Ils se retrouveront pour The Secret Lives of Dentists en 2002.
- Au box-office, le film ne fonctionne pas très bien, ne se plaçant même pas dans les 15 premières places (et de loin) lors de sa sortie[2].

## Musique
La musique est composée par Mark Isham déjà très connu notamment pour sa partition de Et au milieu coule une rivière de Robert Redford qui lui vaudra une nomination à l'Oscar de la meilleure musique de film. La bande originale est sortie en 1994 sous le label Varèse Sarabande, le disque dure 51 minutes et comporte 19 titres.

## Récompenses et distinctions
- Sélection officielle au festival de Cannes 1994
- Nomination au Golden Globe de la meilleure actrice dans un film dramatique pour Jennifer Jason Leigh (Jessica Lange obtint la distinction pour Blue Sky)
- 5 nominations aux Film Independent's Spirit Awards : meilleur film, meilleur réalisateur, meilleur acteur (Campbell Scott), meilleure actrice (Jennifer Jason Leigh), meilleur scénario.
- Meilleure actrice au Chicago Film Critics Association.